# Procambarus digueti
Procambarus digueti är en kräftdjursart som först beskrevs av Eugène Louis Bouvier 1897.  Procambarus digueti ingår i släktet Procambarus och familjen Cambaridae. IUCN kategoriserar arten globalt som starkt hotad. Inga underarter finns listade i Catalogue of Life.